# Soulèvement de Khmelnytsky
Batailles
- Jovti Vody
- Korsoun
- Starokostiantyniv
- Pyliavtsi
- Mazyr
- Loïew
- Zakhal (en)
- Zbaraj (en)
- Zboriv (en)
- Krasne (en)
- Kopytchyntsi (en)
- Berestetchko
- Loïew (en)
- Bila Tserkva (en)
- Batih (en)
- Jvanets

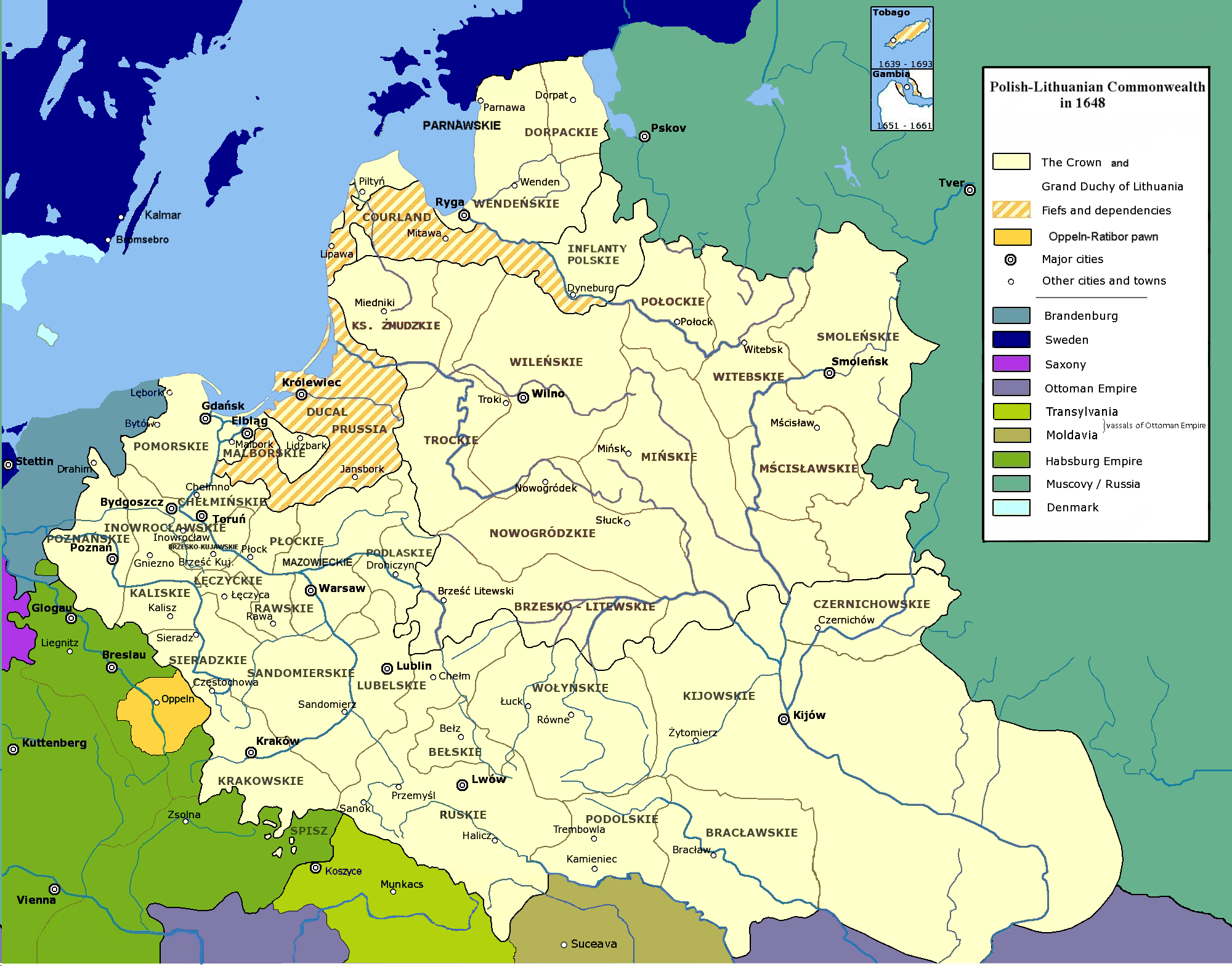
La république des Deux Nations en 1648.

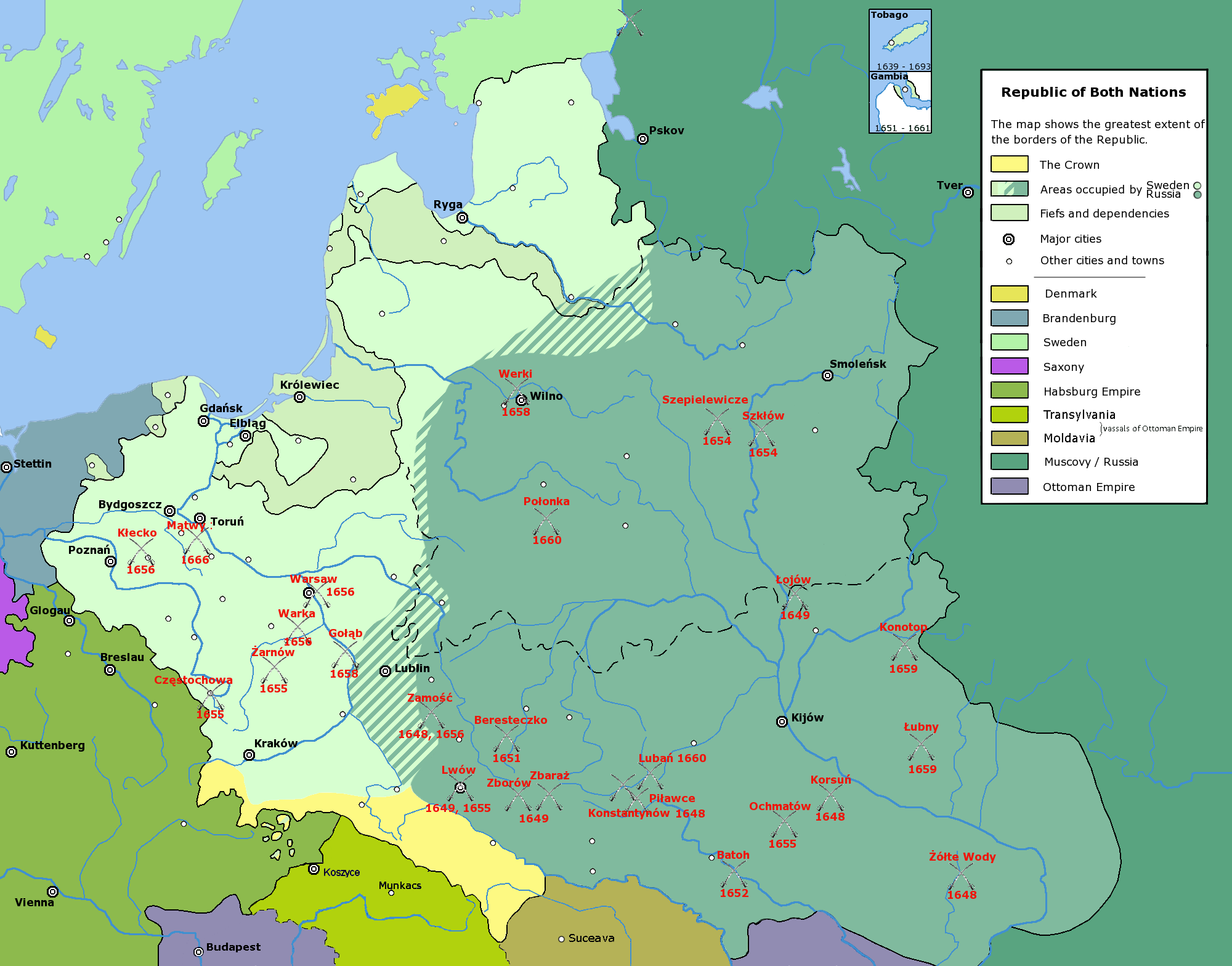
Territoires sous contrôle de l'insurrection pendant la guerre.

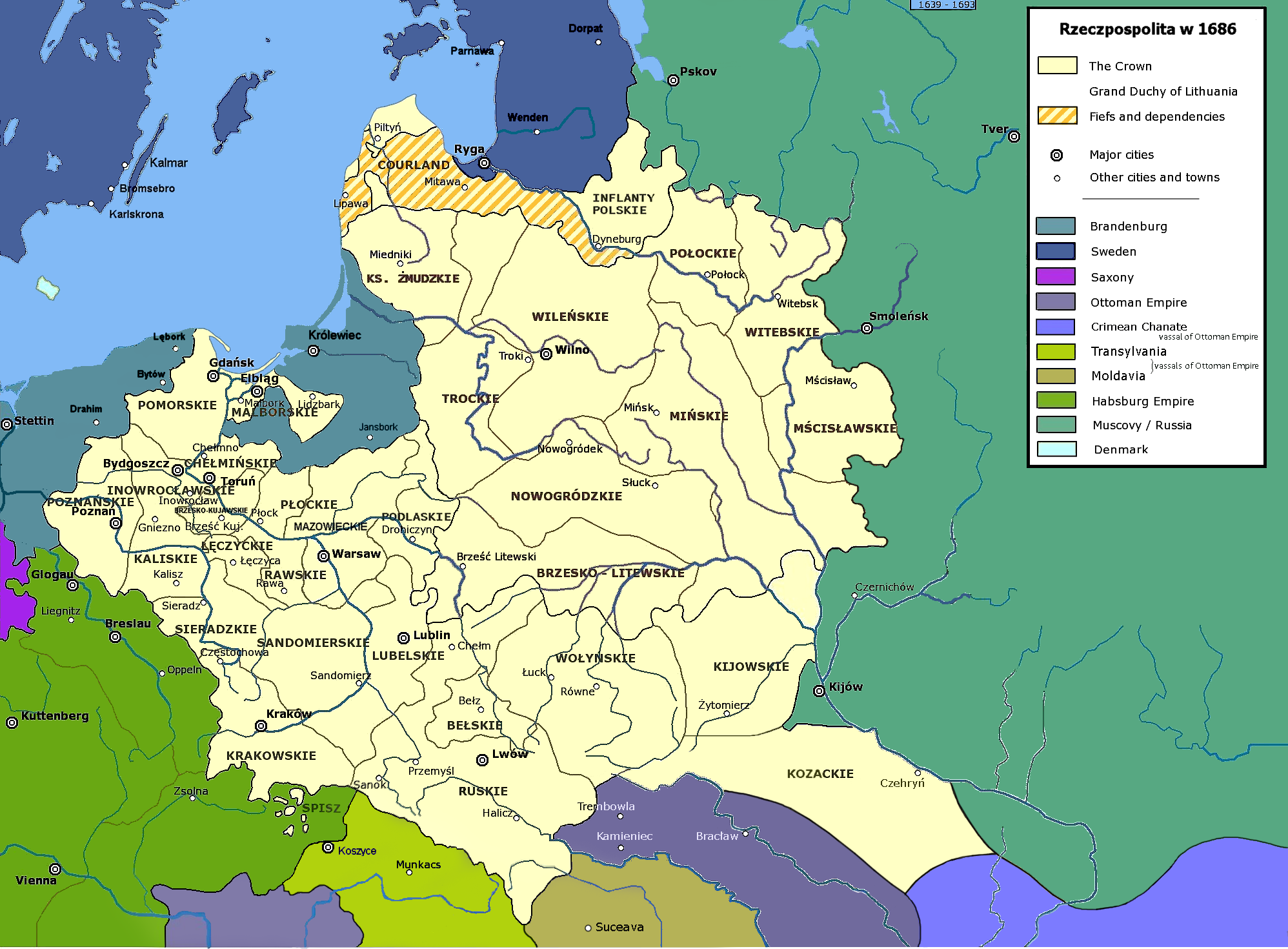
Frontières de la république des Deux Nations en 1686.

Le soulèvement de Khmelnytsky (en ukrainien : Хмельниччина, Khmelnytchyna, en russe : Восстание Хмельницкого, Vosstanie Khmelnitskogo), qui débute en 1648, est une révolte des Cosaques d'Ukraine, alors partie de la république des Deux Nations (royaume de Pologne et grand-duché de Lituanie), contre le roi  Jean II Casimir Vasa.
Dirigés par Bohdan Khmelnytsky, les Cosaques zaporogues, alliés avec le khanat de Crimée (de population tatare) et soutenus par la paysannerie ukrainienne, affrontent l'armée polono-lituanienne et les troupes privées des grands seigneurs, les  magnats.
D'abord victorieux (1648-1649), les insurgés sont battus en 1651, mais trouvent l'appui de la Russie (traité de Pereïaslav conclu entre Khmelnytsky et le tsar Alexis Ier en 1654). Le soulèvement se transforme alors en une guerre russo-polonaise, qui a lieu parallèlement à une guerre entre la Pologne et la Suède (1655-1660).
Le soulèvement de Khmelnytsky, précisément le traité de Zboriv, signé en 1649, est à l'origine de l'institution de l'hetmanat cosaque et Bohdan Khmelnytsky est le premier à occuper la fonction d'hetman cosaque.

## Contexte
Au début des années 1640, la république des Deux Nations contrôle la plus grande partie de l'Ukraine, notamment la ville de Kiev.
La noblesse, polonaise ou polonisée, généralement catholique, domine une classe de paysans serfs, généralement de religion orthodoxe. Mais l'Ukraine comporte aussi une composante importante de population cosaque (notamment les Cosaques zaporogues), elle aussi orthodoxe : les Cosaques sont des hommes libres, souvent agriculteurs, mais aussi capables de faire la guerre en tant que cavaliers d'une grande expertise.
Néanmoins, les relations entre eux et le gouvernement de la République sont souvent tendues, les Cosaques bénéficiant de la sollicitude des tsars de Russie, adversaires de la Pologne.

## Historiographie
Le soulèvement commence comme une rébellion cosaque, mais des orthodoxes des voïvodies de l'Ukraine polonaise (paysans, voire des bourgeois ou des membres de la petite noblesse) les rejoignent.
L'historiographie ukrainienne moderne fait remonter à cette insurrection l'émergence de la nation ukrainienne et considèrent l'hetmanat des cosaques zaporogues comme formant un État ukrainien, mais ce soulèvement est aussi une révolte des serfs et de cosaques orthodoxes sans distinction de nationalité, contre les abus de la noblesse polonaise catholique, de l'Église catholique elle-même, qui exigeait d'eux une dîme, et des affermeurs juifs qui géraient les immenses domaines nobiliaires et ecclésiastiques (c'est une des causes de l'antisémitisme dans la région).

## Déroulement

### Les succès de l'insurrection (1648-1649)
L'entreprise de Bohdan Khmelnytsky est au départ un succès. Dans un premier temps, il obtient le soutien des Tatars du Khanat de Crimée, qui fournissent la cavalerie qui lui fait défaut. Il soulève toute l'Ukraine, rassemble autour de lui une armée de plus de 80 000 hommes et l'emporte  à plusieurs reprises sur les armées polonaises commandées par le prince Jeremi Wiśniowiecki, voïvode d'Ukraine.
Le traité de Zboriv signé en 1649 entérine ces succès en accordant des avantages aux Cosaques. En particulier, le chef (hetman) de l'armée zaporogue ne peut être qu'un Cosaque : c'est le début de l'hetmanat cosaque, qui durera jusqu'en 1764.
Mais les combats reprennent ensuite, l'Église catholique polonaise refusant d'accepter certaines clauses du traité, notamment celle qui fait du métropolite (orthodoxe) de Kiev un membre du Sénat de la république des Deux Nations.

### La contre-offensive polonaise (1650-1651)

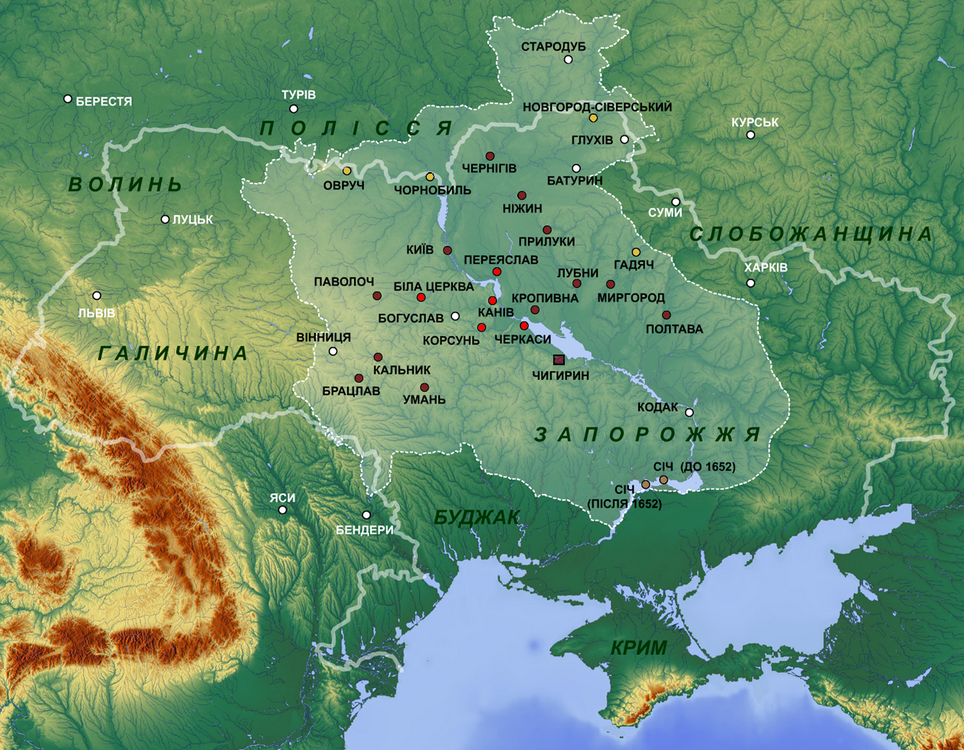
Territoire gagné après la rébellion de Bogdan Khmelnitski.

Jean II Casimir lance alors une offensive qu'il commande lui-même et les révoltés sont battus à plusieurs reprises en 1651, sans que les Polonais viennent totalement à bout de la résistance cosaque.

### L'alliance de Khmelnytsky avec la Russie
Bohdan Khmelnytsky se tourne alors vers le tsar Alexis Ier et convainc (non sans mal) les Cosaques de se mettre sous sa protection.
Par le traité de Pereïaslav (1654) entre Khmelnytsky et la Russie, celle-ci (en cas de défaite de la Pologne) doit recevoir la rive orientale du Dniepr, qui relève de l'hetmanat cosaque (cela signifie que les Russes prendront aussi le contrôle de Kiev).
La révolte cosaque se transforme alors en guerre russo-polonaise qui ne se termina qu'en 1667, avec la signature du traité d'Androussovo.

### La question des pogroms
L'insurrection s'accompagne de pogroms. Entre 1648 et 1657, une armée de cosaques et de Tatars de Crimée traitent les Juifs avec une extrême cruauté et sans pitié. L'Ukrainien Maksym Kryvonis et ses troupes, qui remportent de nombreuses victoires, sont accusés par les historiens de violences et d'atrocités de toutes sortes - notamment à Polonne et à Kremenets, en 1648.
Les chroniques juives et polonaises de l'époque du soulèvement soulignent le grand nombre de victimes. Dans la littérature historique de la fin du XXe siècle et au début du XXe, les estimations avancent 100 000 Juifs morts. Le nombre de juifs tués durant cette période est énorme : 50 000 à 60 000 selon l'historien Henri Minczeles, de 80 000 à 100 000 selon l'historien Tcherikower,.

## Conséquences

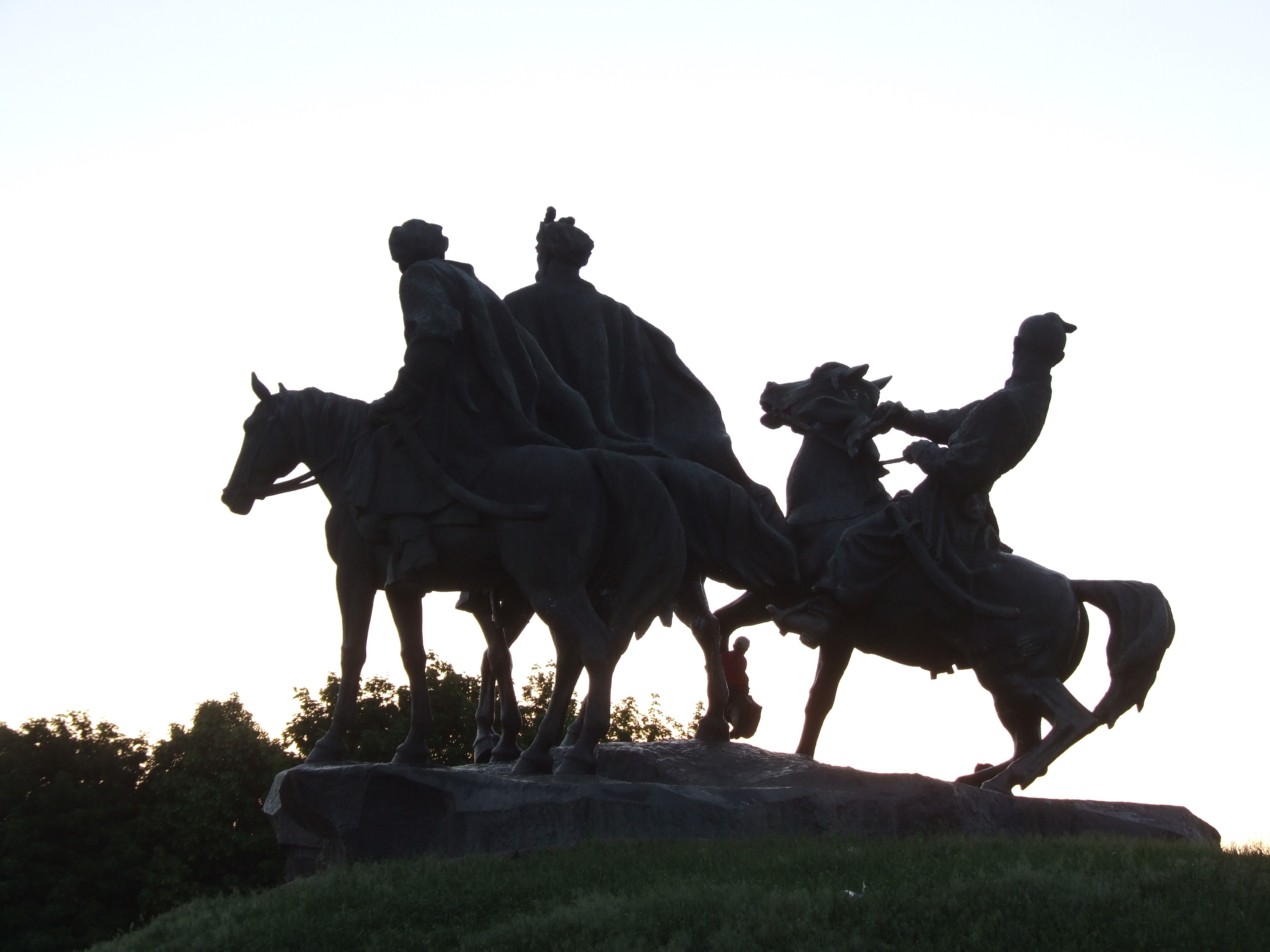
mémorial à la bataille de Jovti Vody classé numéro : 12-107-0004..

Le résultat du soulèvement est la perte de l'Ukraine orientale par la Pologne, au profit de la Russie, et l'instauration d'un protectorat russe sur les territoires cosaques.
Dans ces territoires, c'est donc la fin du contrôle de la noblesse polonaise, de l'Église catholique polonaise et des intermédiaires juifs (« arendaches ») sur les paysans ukrainiens.
Associés au conflit avec la Suède (connu dans l'histoire polonaise sous le nom de « Déluge (suédois) »), ces événements portent un coup sévère à la puissance polonaise.

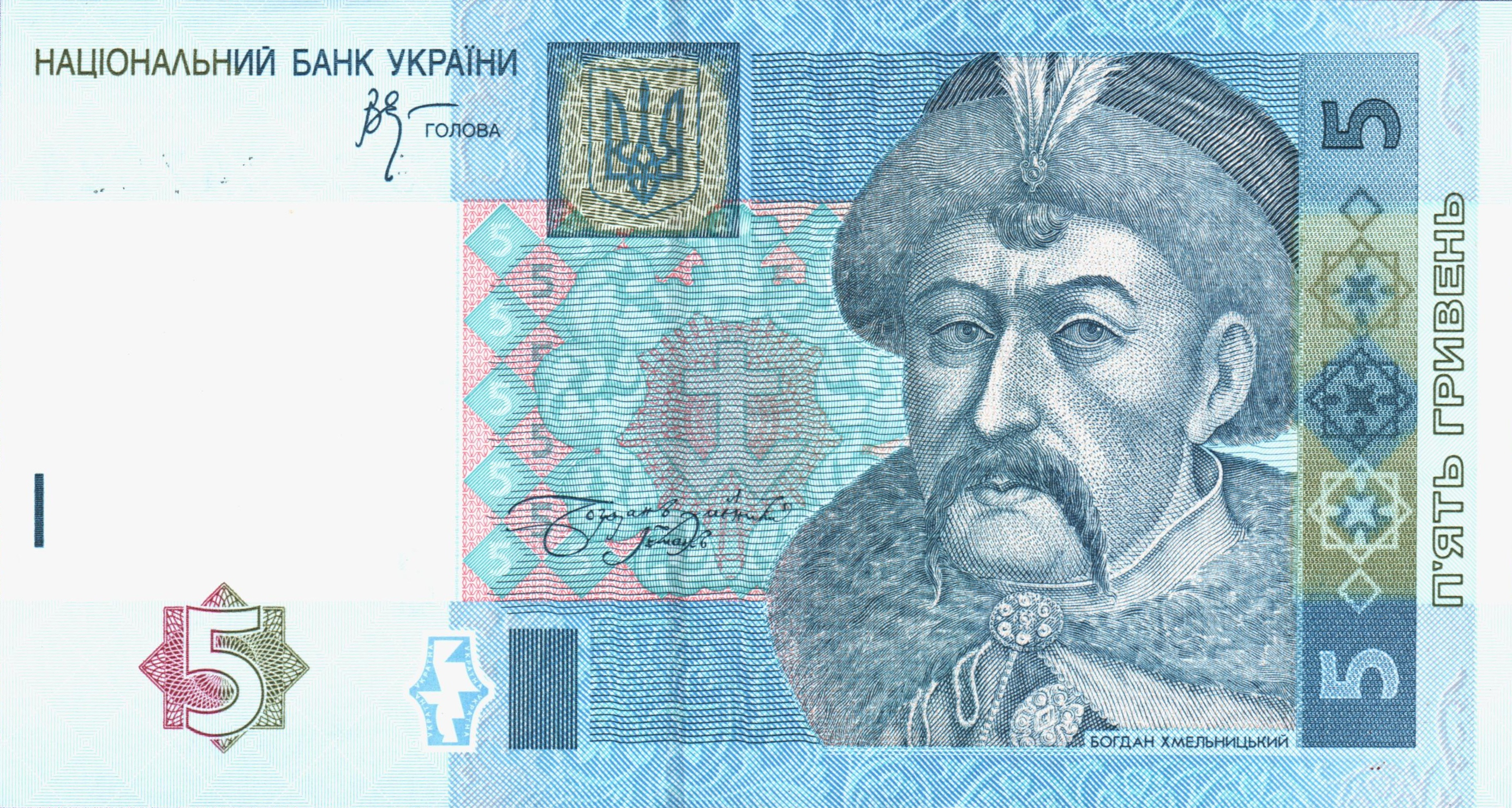
Billet de 5 Hryvnas en 2005.

Considéré comme un héros national d'Ukraine, Bohdan Khmelnytsky est représenté dans une statue équestre à Jovti Vody, aux côtés des chefs cosaques Maksym Kryvonis et Ivan Bohun, grandes figures de la guerre de libération du peuple ukrainien ; d'autres monuments à sa gloire sont érigés dans de nombreuses villes. Il a également son musée Bogdan Khmelnitski à Tchyhyryne et figure sur des pièces et billets ukrainiens. Cependant, comme Maksym Kryvonis et Khmelnytsky sont souvent accusés par les historiens du génocide systématique des Juifs en 1648-49, l'archevêque Jonathan de Tulchinsky et Bratslav de l'Église orthodoxe ukrainienne du patriarcat de Moscou accuse en 2010 l'armée cosaque de Bohdan Khmelnytsky de nettoyage ethnique et du meurtre délibéré de milliers de Juifs dans la rive droite de l'Ukraine

### Source
- (en) Cet article est partiellement ou en totalité issu de l’article de Wikipédia en anglais intitulé « Khmelnytsky Uprising » (voir la liste des auteurs).